# Troupes du génie (Ukraine)
Les troupes du génie ukrainiennes sont une composante des forces armées ukrainiennes, conçues pour effectuer des actions de génie militaire (minage, déminage, destruction, aide au franchissement, retranchement, soutien lors d'un assaut, camouflage, protection des ouvrages vitaux — en collaboration avec le service d'urgence de l'État, etc.), nécessitant une formation spéciale du personnel et l'utilisation de moyens d'équipement du génie.
Il existe des unités de troupes du génie dans chacun des types des forces armées ukrainiennes, ainsi que séparément dans le commandement des forces de soutien des forces armées ukrainiennes (uk).

## Organigramme
- Direction centrale des troupes du génie des forces armées ukrainiennes (Kiev)
  - Brigades du génie
    -  47e brigade du génie
    -  48e brigade du génie « Kamianets-Podilskyï »[2].
      -  11e bataillon de pontons-ponts (uk)
      -  308e bataillon du génie (uk)
      -  309e bataillon du génie (uk)
      - 310e bataillon d'ingénierie et technique (uk)
      -  311e bataillon d'ingénierie et technique (uk)
      - 321e bataillon du génie (uk)[3].

  - Régiments autonomes
    -  12e régiment de soutien opérationnel (uk)
    -  16e régiment de soutien opérationnel (uk)
    - 70e régiment de soutien (uk)
    -  91e régiment du génie[4],[5].
    -  703e régiment de soutien opérationnel (uk)[5]
    -  808e régiment de soutien (uk)
    - Bataillons autonomes
    - 1er bataillon de génie et de construction
    - 2e bataillons d'ingénierie et de construction
    - 3e bataillons d'ingénierie et de construction[5]
    -  507e bataillon de maintenance (uk)
    -  534e bataillon du génie-sapeur (uk)

  - Unité détachée
    -  15e compagnies de pontons

  - Centre de formation
    -  143e centre d'éducation et de formation « Podillia » (uk)

  - arsenaux et bases
    - 20e arsenal des troupes du génie
    - 3046e base centrale de munitions techniques